# Reichsburg Grüningen

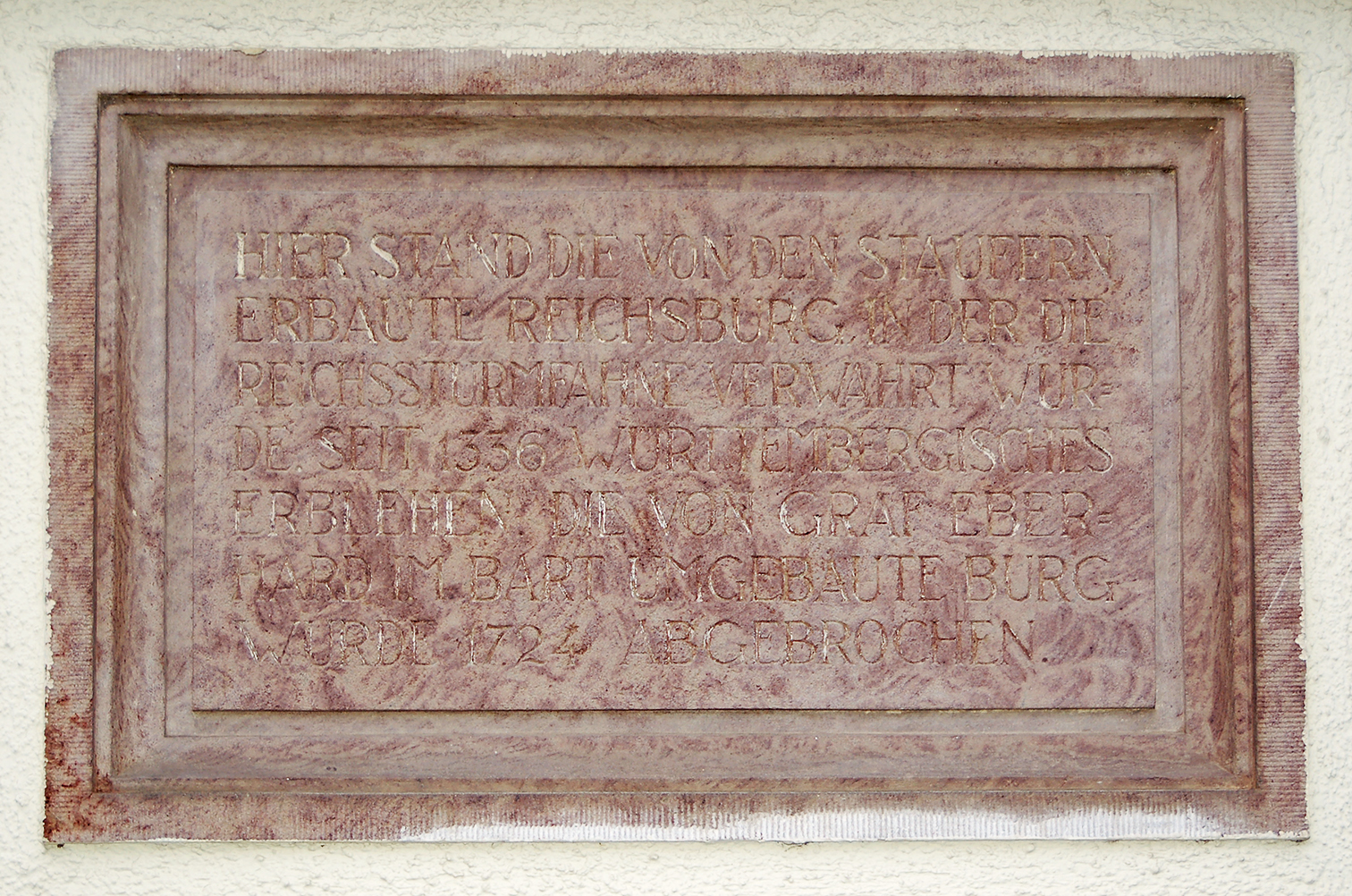
Gedenkstein am Südflügel des Schlosses zur Erinnerung an die Reichsburg

Die Reichsburg Grüningen in Markgröningen im Landkreis Ludwigsburg ist eine großteils abgegangene Königspfalz, die vermutlich im 13. Jahrhundert am höchsten Punkt der Reichsstadt Grüningen im Zuge der Stadterweiterung erstellt wurde. Die 1336 als Teil des nun erblichen Reichssturmfahnlehens endgültig an das Haus Württemberg übergegangene Reichsburg wurde um 1552–1556 auf Geheiß von Herzog Christoph zum Residenzschloss umgebaut. Relikte der Burg sind im Gebäudekomplex des heutigen Helene-Lange-Gymnasiums noch zu erkennen.

## Königspfalz und Hort der Reichssturmfahne
Die stets zusammen mit Vorstreitrecht, Burg und Stadt Grüningen verlehnte Reichssturmfahne wurde traditionell in der Grüninger Reichsburg aufbewahrt. Die Reiterstandarte zeigte den schwarzen Reichsadler in goldenem Feld und war zudem mit einem oben angebrachten, langen roten Schwenkel versehen.
Insbesondere im Hochmittelalter, vereinzelt aber auch noch bis ins 16. Jahrhundert, diente die Reichsburg zudem einigen Königen oder ihren Feldherren zur temporären Unterkunft als Pfalz. Unsicher ist, ob der 1139 von König Konrad III. in Grüningen abgehaltene Hoftag bereits in dieser Burg oder möglicherweise in einem Vorgängerbau auf dem Areal des im 13. Jahrhundert gegründeten Heilig-Geist-Spitals stattfand.
Nachdem Graf Hartmann II. von Grüningen 1246 von den Staufern abgefallen war und das Grüninger Reichslehen fortan als Eigenbesitz beanspruchte, stand die Burg bis zur 1280 gelungenen Gefangennahme seines Sohnes Hartmann III. von Grüningen durch die Truppen König Rudolfs von Habsburg nicht mehr als Königspfalz zur Verfügung. Danach diente sie als Sitz des niederschwäbischen Reichslandvogts Albrecht II. von Hohenberg, der als Rudolfs Heerführer vermutlich auch die Reichssturmfahne führte. 1284 nutzte er Burg und Kirche zur Ausrichtung der „Grüninger Fürstenhochzeit“, bei der auch sein Schwager König Rudolf von Habsburg zugegen war. Da Burg und Stadt nun wieder reichsunmittelbar waren, hielten nach Rudolf auch die Könige Adolf von Nassau (1292–1298), Albrecht I. von Habsburg (1298–1308) und Friedrich der Schöne von Habsburg (1314–1330) in der Grüninger Reichsburg Hof, bis König Ludwig IV. 1336 seinem Reichssturmfähnrich Konrad II. von Schlüsselberg nahelegte, das Fahnlehen mit Burg und Stadt an den Grafen Ulrich III. von Württemberg zu veräußern. Um den Württemberger als Bündnispartner und Heerführer zu gewinnen, wurde jenem dann die Burggrafschaft Grüningen mit allem, was dazu gehörte, als Erblehen zugesprochen: neben Burg und Reichssturmfahne die Stadt Grüningen und nicht namentlich genannte umliegende Siedlungen, das Kirchenpatronat sowie die ortsansässigen Vasallen und die Bevölkerung.
Eine 1350 von Graf Eberhard II. von Württemberg ausgestellte Urkunde belegt, dass die als „castro nostro“ bezeichnete Reichsburg eine eigene Kapelle mit einem Frühmesser am „Johannis-Altar“ hatte.

## Württembergische Residenz und Heimfall

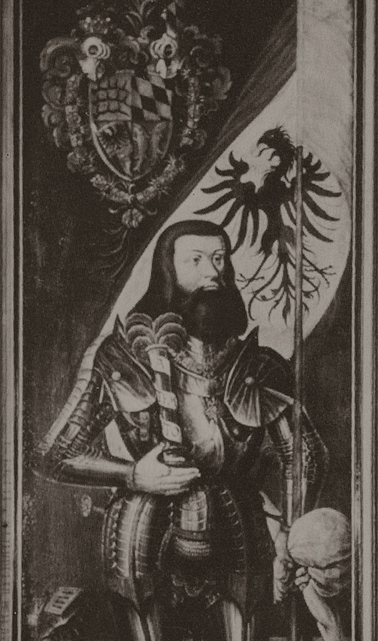
Herzog Eberhard 1495 mit Reichssturmfahne

Graf Eberhard im Bart, dessen Vormundschaftsrat in der Burg residiert hatte, ließ während der württembergischen Landesteilung die neben Urach wichtigste Residenz überholen und schmückte den Rittersaal im Palas mit seinem Motto „Attempto!“ Dabei wurde zur Abwehr der territorialen Ansprüche seines Onkels Friedrich I. von der Pfalz auch die Befestigung verstärkt. Nach der Wiedervereinigung Württembergs (1482) wurde um 1488 erneut an der Burg gebaut. Bei den zur Burg gehörenden Ökonomiegebäuden (u. a. ein Marstall) außerhalb des stadtseitigen Burggrabens ließ Eberhard 1469 einen Fruchtkasten mit Bindhaus und tiefem Weinkeller und 1491 die fünfschiffige Obere Kelter mit zwei Speichergeschossen erstellen, die als Brennholzlager der Burg dienten. 1489 machte Kaiser Friedrich III. hier Station.
Erneuerte Belehnung mit der Reichsburg
Als König Maximilian I. 1495 Graf Eberhard zum Herzog erhob, erneuerte er auch die 1336 erstmals erfolgte erbliche Belehnung mit der Burg. Der Kaiser beurkundete, „daß Wir Unseren und des Reichs Sturmvanen empfohlen haben dem hochgeporenen Eberharten, Hertzogen zu Wirtemberg und zu Teck, […] und allen seinen Lehenserben zu rechtem Lehen verliehen und leihen ihm auch mit diesem Unserem Briefe Gruningen Statt und Burg mit Leuten und Guten […], wann weil das zu Unserem des Reichs Sturmvanen Lehen ist und auch darzu gehöret; mit der Bescheidenheit, daß der vorgenannt Hertzog und seine Lehenserben Uns und Unseren Nachkomen am Reiche, Kunegen und Keysern, ewiglich die Dienst thun sullen getrewlich, die man davon zu recht und billig thun soll. Sy sullent auch und haben Geheiß, daß sy den Sturmvanen besorgen und bewahren […], als auch der genannt Hertzog Eberhart und seine Voreltern von Unsern Vorfaren am Reiche solchen Empfehle und Lehen gehabt und hergebracht haben.“
Zwischendurch wieder in Reichshand

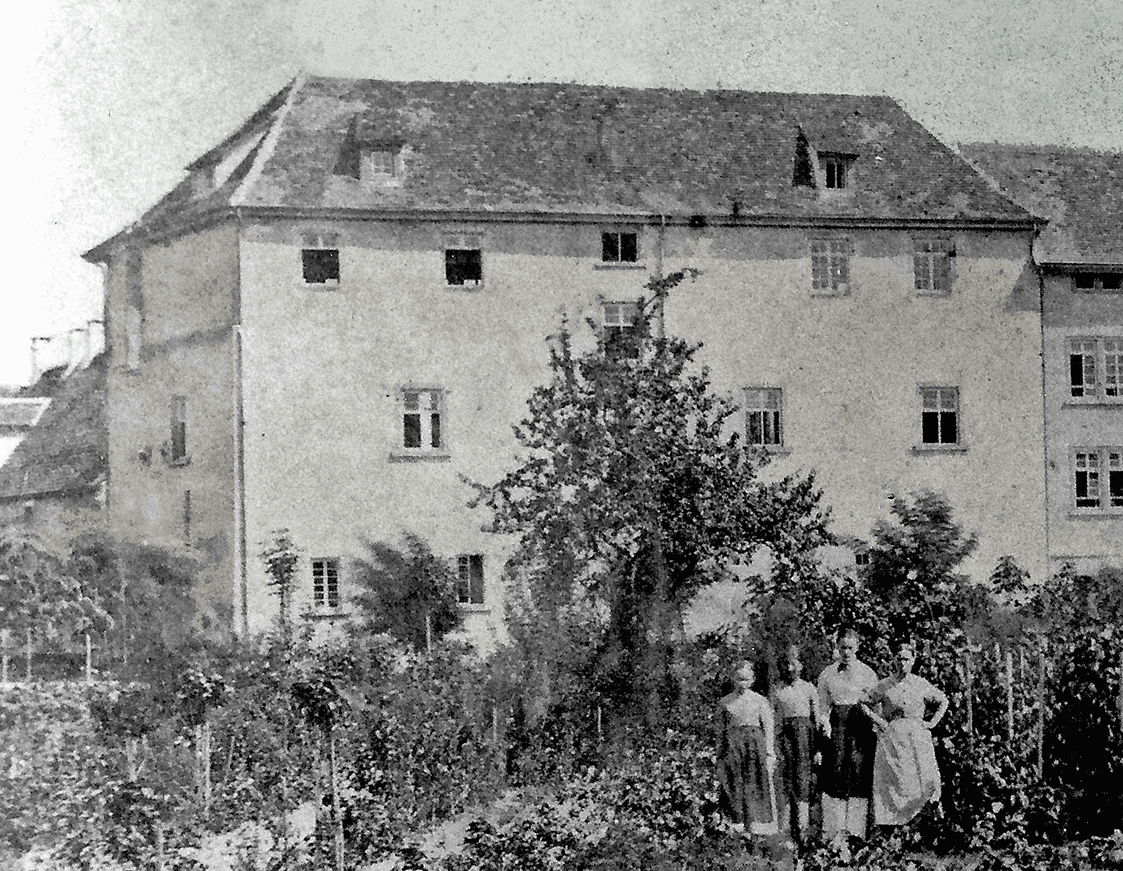
Die dicken Mauern des heute „Mittelbau“ genannten Teils des Schlossareals und dessen Keller stammen vom Palas der Reichsburg.

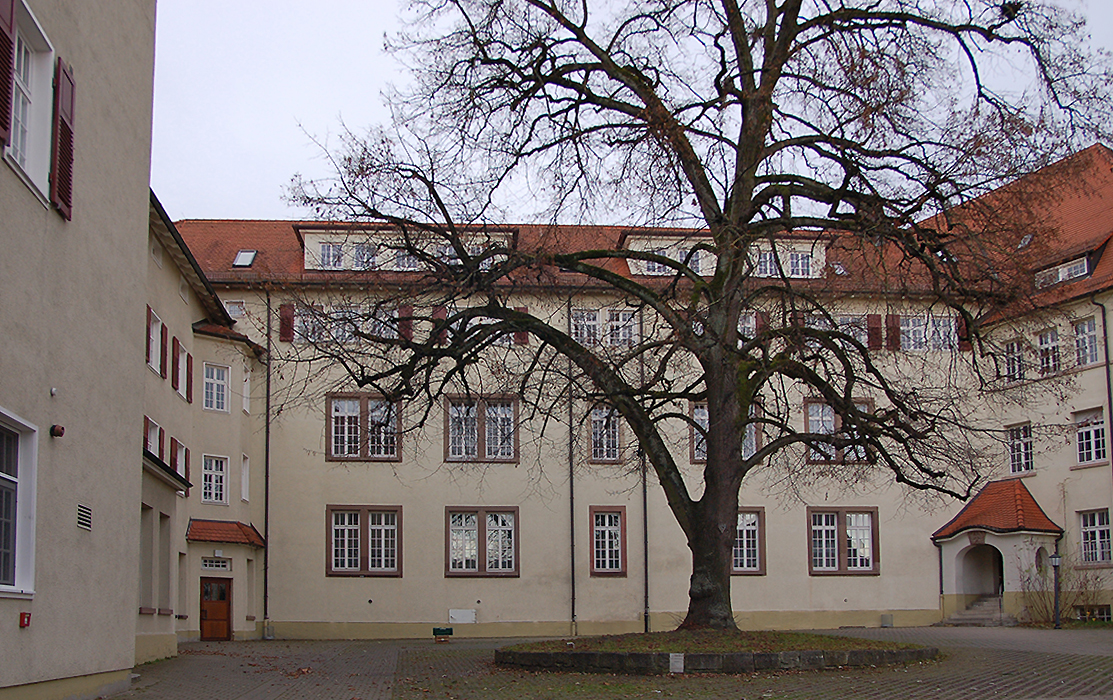
Hofseite des Mittelbaus, ehemals Palas

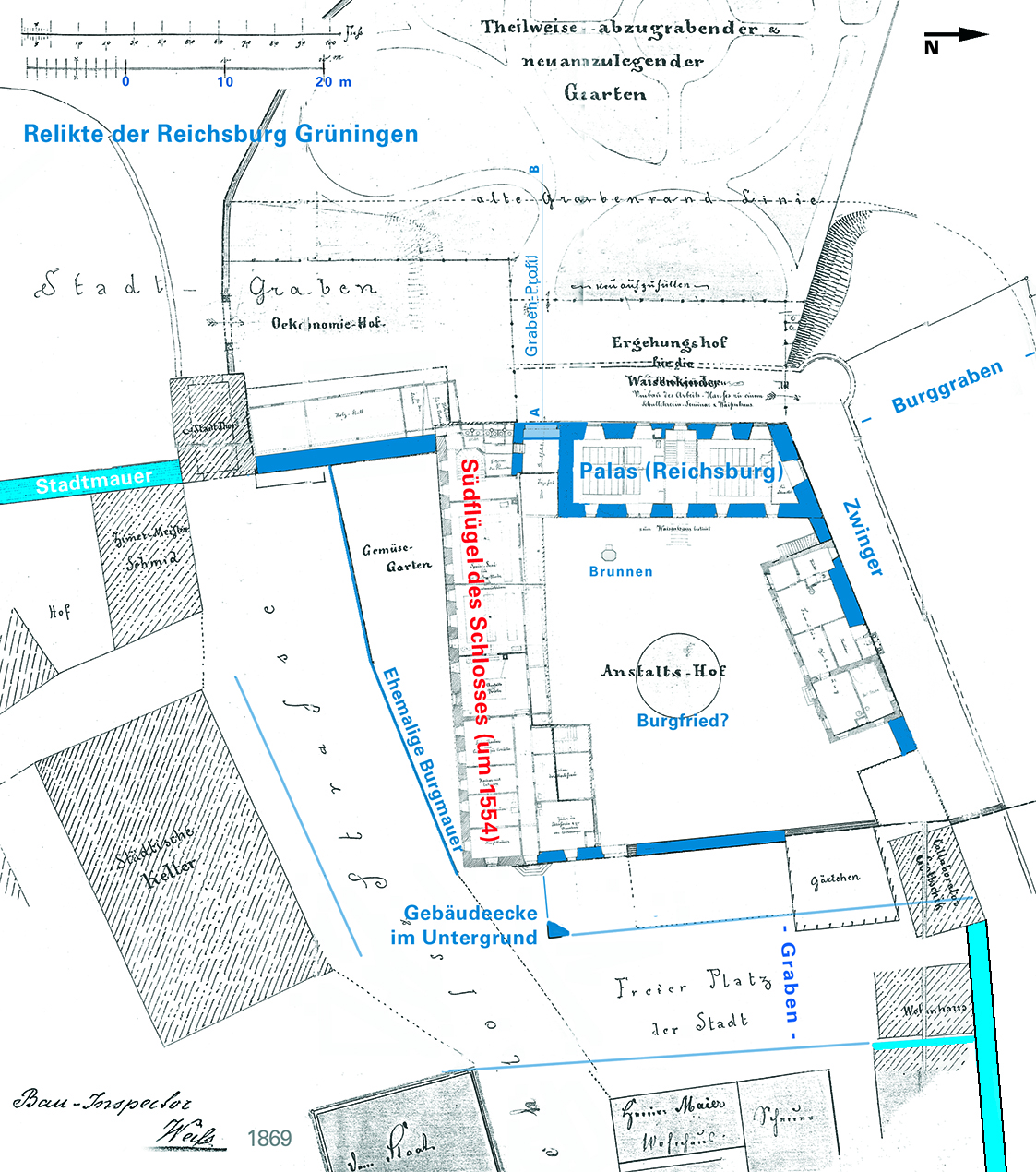
Relikte der Reichsburg blau hervorgehoben im Lageplan von Bau-Inspector Weiß (1869)

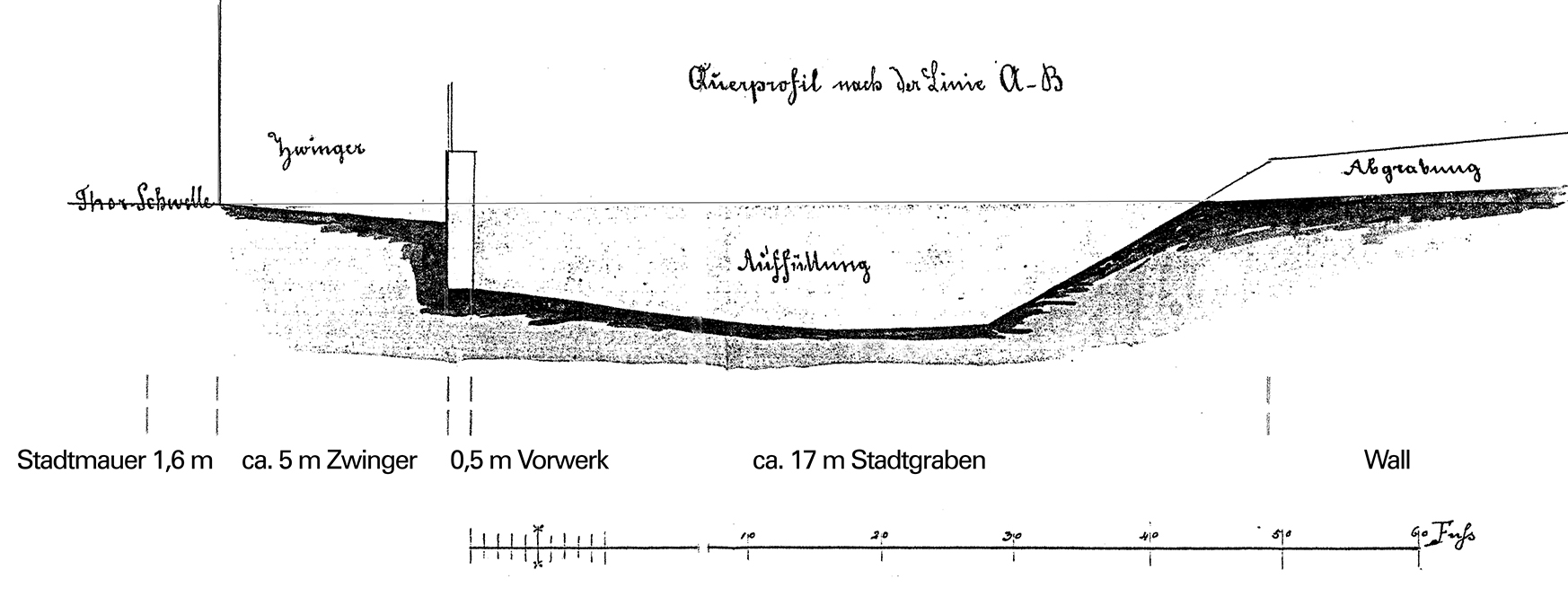
Profil des aufzufüllenden Burggrabens zur Umgestaltung des Schlossgartens (1869)

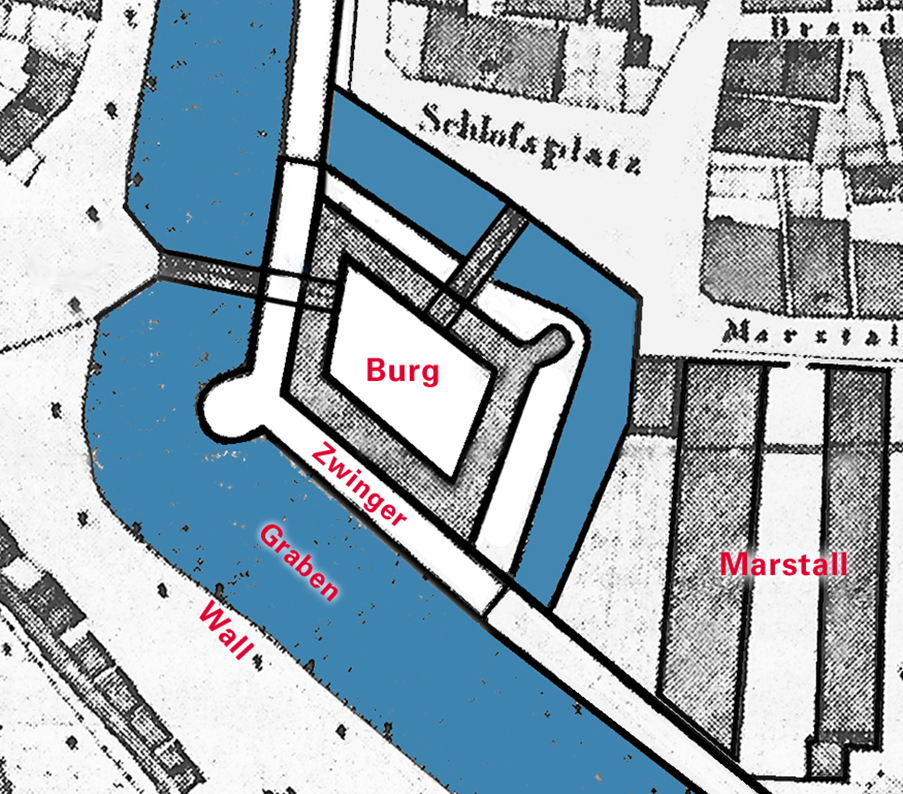
Stadtburg von Kirchheim. Die Relikte der Reichsburg lassen darauf schließen, dass sie nach demselben Muster angelegt wurde.

Nachdem Herzog Ulrich 1519 das Land fluchtartig verlassen hatte, fiel die Burg über den Schwäbischen Bund wieder ans Reich, kam bis 1534 in österreichische Hand und wurde auch danach noch in Beschlag genommen: Zuletzt logierten in der Grüninger Burg für längere Zeit Herzog Alba, der von hier die kaiserlichen Besatzungstruppen in Württemberg dirigierte, und 1552 – quasi als Hausherr – Kaiser Karl V. zu Verhandlungen mit Herzog Christoph.

## Umbauten zum Schloss
Nach der kostspieligen Einigung mit dem Kaiser und dem Abzug von dessen Truppen ließ Herzog Christoph die Burg zwischen 1552 und 1556 für stattliche 7097 Gulden zum Renaissance-Schloss umbauen. Dabei wurden der stadtseitige Burggraben verfüllt, der inmitten des Burghofs vermutete runde Burgfried geschleift und unter anderem der teilweise erhaltene Südflügel renaissance-typisch im rechten Winkel zum Palas errichtet. Als Ersatz für den Burgfried und die nun wegfallende Durchfahrtsmöglichkeit durch die beiden Burgtore mussten die Grüninger Bürger 1555 außerhalb des Schlosses das Obere Tor mit Hochwacht, Pulverkammer, Zugbrücke und Vortor erstellen. Die Wege zum äußeren Burgtor wurden um den neu angelegten Schlossgarten vor dem Graben zum Oberen Tor verschwenkt. Etliche fein bearbeitete Steine der Burg und ein solitäres Zierfenster scheinen beim Bau dieses neuen Tors und der Unteren Kelter wiederverwendet worden zu sein.
Das württembergische Residenzschloss Grüningen wurde 1704 durch den Bau des Ludwigsburger Schlosses obsolet und bis 1807 nur noch als Vogtei- bzw. ab 1758 als Oberamteigebäude benutzt. 1724 mussten baufällige Teile abgetragen und die Steine zur Wiederverwendung nach Ludwigsburg gekarrt werden.

## Spuren der Reichsburg auf dem Schlossareal
Die exakte Bestandsaufnahme, die „Bau-Inspector Weiß“ um 1870 aus Anlass des geplanten Umbaus vom Frauen-Zuchthaus (seit 1808) in ein Lehrerinnen-Seminar mit Waisenhaus anfertigte, liefert bei genauerem Studium einige Hinweise auf Bausubstanz, die noch von der Burg stammen muss. Dabei fällt auf, dass die Außenwände des sogenannten Mittelbaus ebenso massiv ausgeführt sind wie die 1870 noch vorhandenen Reste der Stadtmauer im Bereich des Schlosses. Die Pläne der Bauaufnahme zeigen zudem, dass das dreigeschossige Gebäude auf ganzer Grundfläche zwei hohe und rund 24 × 8 Meter große Säle enthielt. So kann man davon ausgehen, dass es sich hierbei um den ehemaligen Palas der Reichsburg handelt, zumal darunter auch ein großer mittelalterlicher Gewölbekeller erhalten ist. Beim Palas bestand 1870 im Burghof noch ein Ziehbrunnen, der später zugeschüttet wurde. Von der Burg führte eine begehbare und teilweise noch erhaltene Wasserleitung über die Keller der Ökonomiegebäude im Vorfeld der Burg zum Badehaus am Südwestrand der Stadt. Vermutlich war dieser unterirdische Gang zugleich als Fluchttunnel konzipiert.
Bedeutender Zufallsfund
Eine wichtige Rolle spielt zudem ein Zufallsfund des städtischen Bauhofs, dessen Mitarbeiter im Mai 1990 bei Kanalarbeiten vor der Zufahrt ins Schlossgelände im Untergrund auf eine Gebäudeecke aus sorgfältig behauenen Sandsteinen stießen. Glücklicherweise wurde der Aussagewert dieses Funds nicht übersehen, sondern genau eingemessen und fotografiert. Damit hat man ein entscheidendes Indiz zur Festlegung der Dimension der ehemaligen Burg. Diese reichte nämlich weiter nach Osten, weiter nach Süden und weniger weit nach Norden, als die Gestalt des aktuellen Gebäudekomplexes vermuten lässt; denn der heutige Nordflügel wurde erst im 20. Jahrhundert auf dem ehemaligen Zwinger und teilweise auf dem Graben errichtet.
Zusätzliche Indizien
Weitere Indizien liefern der Stadtplan von 1831, die Geologische Karte 7020 (1:25.000), in der der stadtseitige Burggraben noch zu erkennen ist, der Ortskernatlas, die Stadtgeschichte von Heyd, ein Eintrag im städtischen Lagerbuch zum Bau des Oberen Tores und nicht zuletzt der Vergleich mit anderen Stadtburgen aus dem Hochmittelalter, die zwar alle in den Stadtmauerring integriert, aber auch stadtseits mit Mauer und Graben befestigt waren und jeweils über zwei Tore verfügten: Eines öffnete die Burg zur Stadt, das andere führte ins freie Feld. Die Verteidigungsfähigkeit des Herrschaftssitzes gegenüber der Stadt könnte für den Fall geplant gewesen sein, dass die Stadt einem potenziellen Gegner früher in die Hände fallen konnte als die Burg. Vielmehr steckte allerdings das Bewusstsein dahinter, dass sich die Herrschaft oder ihr Burgvogt der Loyalität der selbstbewussten Bürgerschaft vor allem in Reichsstädten nie ganz sicher sein konnte. So hielten Mauern und Graben die möglicherweise rebellischen Bürger auf Distanz, und das Tor ins freie Feld garantierte freien Zu- oder Abgang, wenn die Stadt nicht mehr passierbar erschien. Diese strategischen Hintergedanken und rationelle Erwägungen, mit der stark befestigten Burg gleich auch eine Ecke der Stadtbefestigung zu armieren, führten dazu, dass die herrschaftlichen Städtegründer ihre Burgen fast ausnahmslos in einer Ecke der Stadt platzierten. So wurde zum Beispiel in den artverwandten Städten Pforzheim, Stuttgart, insbesondere in Kirchheim unter Teck und eben auch in Grüningen verfahren. Nur ist für Grüningen noch zu klären, ob der Stadtausbau wie in Stuttgart an die bereits vorhandene Burg angepasst wurde oder ob Burgbau und Stadtausbau in einem Zug erfolgten.

## Weiterführende Informationen